# La Grève-sur-Mignon
La Grève-sur-Mignon település Franciaországban, Charente-Maritime megyében. Lakosainak száma 568 fő (2022. január 1.). La Grève-sur-Mignon Benon, Courçon, Cram-Chaban, La Laigne, La Ronde és Saint-Hilaire-la-Palud községekkel határos.

## Népesség
A település népességének változása:
| Lakosok száma | 366  | 298  | 317  | 414  | 526  | 548  | 563  | 553  | 549  | 568  |
|               | 1968 | 1982 | 1990 | 2006 | 2013 | 2015 | 2017 | 2019 | 2020 | 2022 |